# La Roche-Vineuse
La Roche-Vineuse ist eine französische Gemeinde mit 1.571 Einwohnern (Stand: 1. Januar 2022) im Département Saône-et-Loire in der Region Bourgogne-Franche-Comté. Sie gehört zum Arrondissement Mâcon und zum Kanton Hurigny (bis 2015: Kanton Mâcon-Nord).

## Geographie
La Roche-Vineuse liegt etwa neun Kilometer nordwestlich von Mâcon in der Mâconnais im Weinbaugebiet Bourgogne. Umgeben wird La Roche-Vineuse von den Nachbargemeinden Verzé im Norden, Laizé im Nordosten, Hurigny im Osten, Chevagny im Südosten, Prissé im Süden, Bussières im Südwesten, Milly-Lamartine im Westen sowie Berzé-la-Ville im Nordwesten.

## Bevölkerungsentwicklung
| Jahr                      | 1962 | 1968 | 1975 | 1982 | 1990 | 1999 | 2006 | 2013 |
| ------------------------- | ---- | ---- | ---- | ---- | ---- | ---- | ---- | ---- |
| Einwohner                 | 865  | 809  | 987  | 1200 | 1380 | 1356 | 1395 | 1499 |
| Quelle: Cassini und INSEE |      |      |      |      |      |      |      |      |

## Sehenswürdigkeiten

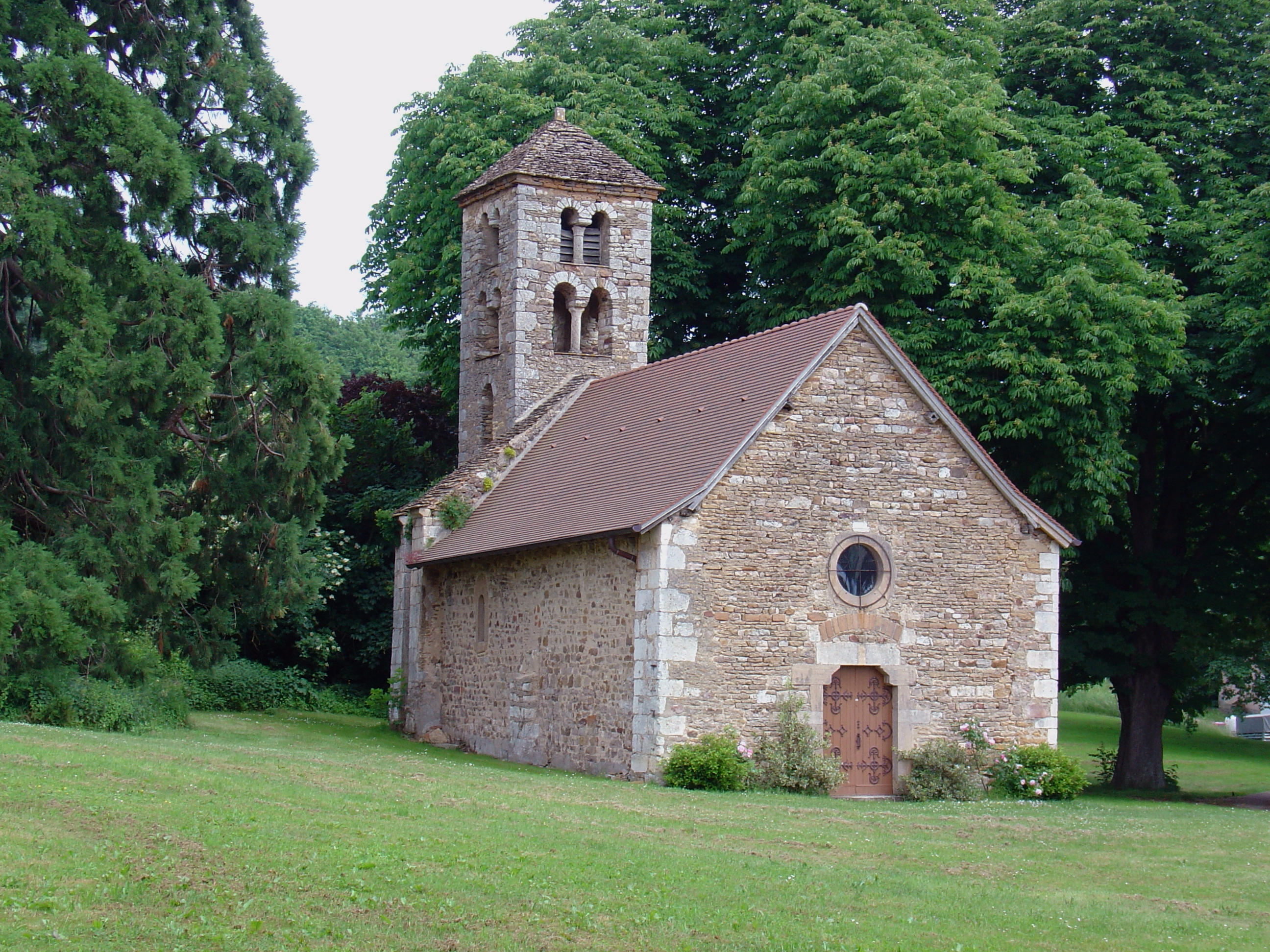
Kapelle von Nancelle

- Kirche Saint-Sorlin
- Kapelle von Nancelle